# Бланка (Колорадо)
Бланка (енгл. Blanca) град је у америчкој савезној држави Колорадо.

## Демографија
По попису из 2010. године број становника је 385, што је 6 (-1,5%) становника мање него 2000. године.
| Група             | 2000.       | 2010.       |
| Белци             | 112 (28,6%) | 136 (35,3%) |
| Афроамериканци    | 3 (0,8%)    | 2 (0,5%)    |
| Азијати           | 11 (2,8%)   | 8 (2,1%)    |
| Хиспаноамериканци | 262 (67,0%) | 234 (60,8%) |
| Укупно            | 391         | 385         |